# Lagertha
Lagertha (staroseversky Hlaðgerðr) byla podle legendy vikingská štítonoška. Byla manželkou slavného Vikinga Ragnara Lodbroka. Její příběh, jak ho zaznamenal kronikář Saxo ve 12. století, může být odrazem příběhů o Thorgerdovi (Þorgerðr Hölgabrúðr), severském božstvu.
Její jméno uvedené Saxem, Lathgertha, je pravděpodobně odvozené latinizací ze staré norštiny – Hlaðgerðr (Hladgerd). V anglicky psaných pramenech byla nejčastěji nazývaná "Lagertha", ale také Ladgertha, Ladgerda a podobně.

## Život podle Saxa Grammatika
Lagerthin příběh je zaznamenán v pasážích v deváté knize Gesta Danorum (Činy Dánů) z dvanáctého století, díla dánského historika Saxa Grammatika. Podle Gesta (¶ 9.4.1–9.4.11) se Lagertha stala bojovnicí, když Frø, král Švédska, napadl Norsko a zabil norského krále Siwarda. Frø následně ženy z královského rodu umístil do nevěstince, aby je veřejně ponížil. Když se to dozvěděl Ragnar Lodbrok, přišel se svou armádou, aby pomstil svého dědečka Siwarda. Mnoho žen, které Frø nařídil zneužívat, se obléklo do pánského oblečení a bojovalo za Ragnara. Jejich vůdkyní a zároveň klíčem k Ragnarovu vítězství byla právě Lagertha.